# Eparchia Ramanathapuram
Eparchia Ramanathapuram – eparchia Kościoła katolickiego obrządku syromalabarskiego w Indiach. Została utworzona w 2010 z terenu eparchii Palghat.

## Ordynariusze
- Paul Alappatt (od 2010)